# Vant
Vant er i skibsterminologi betegnelsen for en line (i dag typisk en stålwire) der afstiver masterne på tværs af skibet. Flertal af "vant" er "vant" eller "vanter". Vantet kan være forsynet med tværgående liner, vævlinger (rebstigefunktion), så søfolk og evt. marinesoldater kan entre op i vantet. 